# Maserati Tipo 151

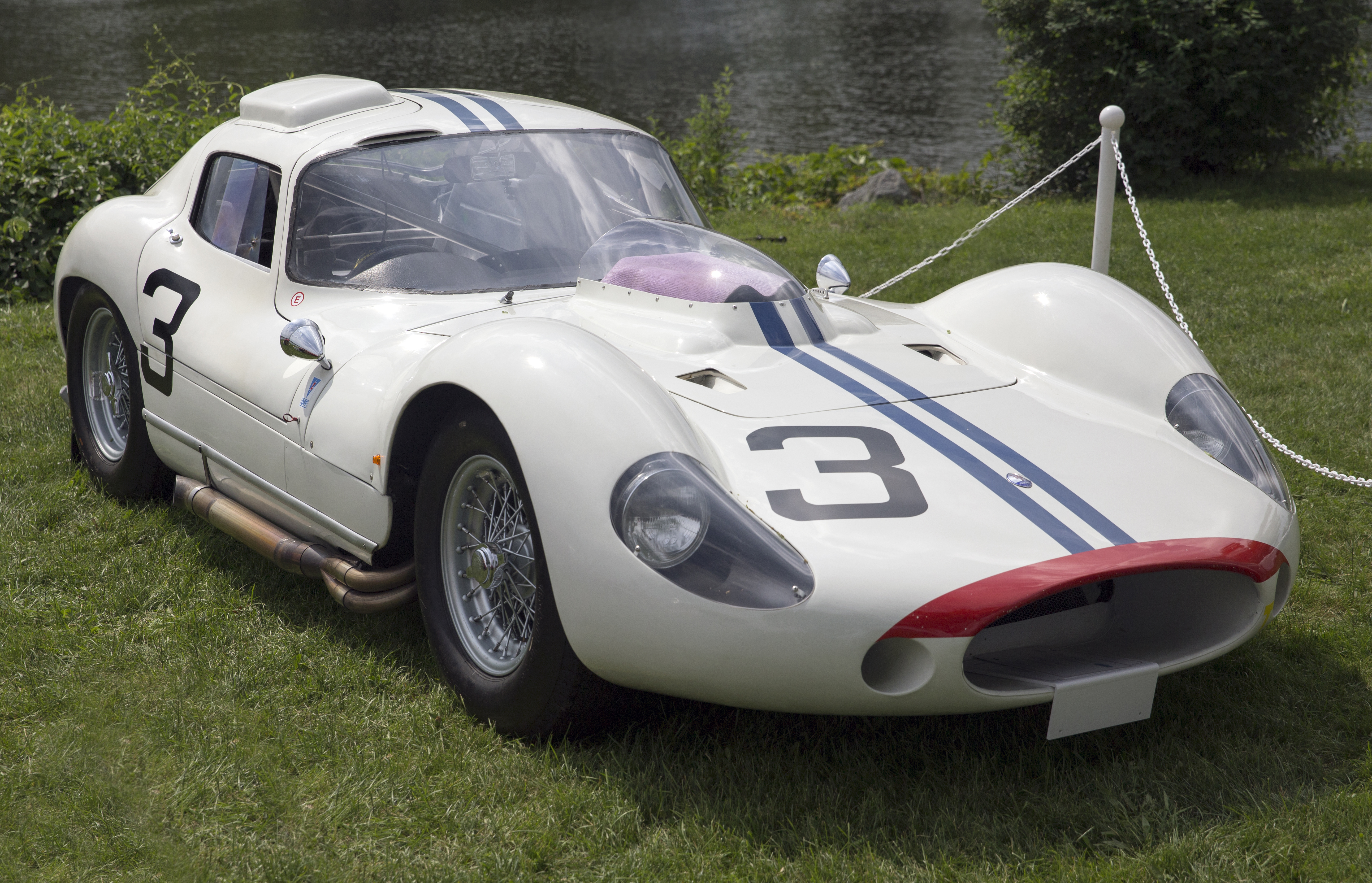
Maserati Tipo 151

Der Maserati Tipo 151 war ein Sportwagen-Prototyp, der 1962 bei Maserati entwickelt wurde.

## Entwicklungsgeschichte und Technik
Mit dem Entwurf des Maserati Tipo 151 kehrte Maserati-Chefentwickler Giulio Alfieri 1962 zum Rennwagenbau der späten 1950er-Jahre zurück. Der Tipo 151 wurde in erster Linie für das 24-Stunden-Rennen von Le Mans gebaut. Alfieri entschloss sich zu einer geschlossenen Karosserie, einer Berlinetta-Variante, die im Unterschied zur Spyder-Form auf den langen Geraden des Circuit des 24 Heures eine höhere Geschwindigkeit ermöglichte. Intern war der Entwurf umstritten, denn auf den ersten Blick war er ein Rückschritt: Er hatte einen Aufbau aus runden, ovalen Blechen auf einem Gitterrohrrahmen, vorn Einzelradaufhängungen und hinten eine De-Dion-Achse. Die Vorderachse hatte ungleich lange, doppelte Querlenker. Die De-Dion-Achse hatte doppelte Längslenker und Schraubenfedern. Die Achse war seitlich mit einem Gleitstein geführt, der am Achsantrieb gelagert war. Statt der bereits beim Tipo 64 verwendeten Aluminiumräder gab es Speichenräder. Am bemerkenswertesten aber war der Frontmotor. Nachdem bei den Vorgängermodellen schon mit Mittelmotoren gearbeitet worden war, musste man beim Antrieb auf den Motor des 450S von 1956 zurückgreifen und ihn überarbeiten. Der Hubraum wurde auf 4 Liter reduziert. Um die Frontpartie des Wagens niedrig zu halten, bekam der Motor eine Trockensumpfschmierung, durch die die Ölwanne unter dem Motor flacher ausfallen kann als bei Nasssumpfschmierung. Die vier Weber-45IDM-Vergaser wurden vom 450S übernommen. Bis auf die große Ausbuchtung auf der Motorhaube, die für die Vergaserbatterie zwischen den Zylinderbänken Platz schuf, war die Linienführung des Tipo 151 elegant und erinnerte stark an den 450S von Zagato von 1957. Die Karosserien fertigte Allegretti e Gentilini.
Maserati baute insgesamt drei Tipo 151, die im internationalen Motorsport erfolglos blieben. Die Wagen waren sehr defektanfällig und wirkten in den Jahren ihrer Einsätze immer unfertig. Durch den spärlichen Einsatz bei wenigen Rennen im Jahr konnten viele Probleme nie ganz gelöst werden. 1962 gab es erhebliche Schwierigkeiten mit der Hinterachse. Die Fahrer, die in Le Mans am Start waren, beklagten große Handlingprobleme in schnellen Kurven. Diese Schwierigkeiten wurden im Winter 1962/63 durch neue Federn behoben. Dazu kam der neue 5-Liter-Motor aus dem 5000 GT, der 90 PS mehr leistete und eine Benzineinspritzung hatte. 
1964 wurde der Radstand um 10 cm verlängert und durch ein steiler abfallendes Heck der Luftwiderstand verringert. Die Heckscheibe stand nun senkrecht und der Motor saß tiefer im Chassis, wodurch die Ausbuchtung auf der Motorhaube wegfiel. Die Karosserie dieser Version entstand bei Sports Cars in Modena.
1965 kam es zur letzten Änderung am Wagen, bei dem das Chassis überarbeitet und der Hubraum des Motors auf 5,1 Liter erhöht wurde.

## Renngeschichte

### 1962
Maserati hatte nicht geplant, die Tipo 151 unter eigener Regie bei Sportwagenrennen einzusetzen. Diese Aufgabe sollten der US-Amerikaner Briggs Cunningham, der schon in den Jahren davor mit Maserati zusammengearbeitet hatte, und der langjährige französische Generalimporteur Johnny Simone übernehmen. Einen ersten Testlauf hätte im Juni 1962 die Scuderia Serenissima von Giovanni Volpi beim 1000-km-Rennen auf der Nordschleife des Nürburgrings übernehmen sollen, allerdings wurde der Wagen, Fahrgestell 002, nicht rechtzeitig fertig, sodass Graham Hill und Masten Gregory nicht starten konnten.
Sein Renndebüt gab der Tipo 151 deshalb beim 24-Stunden-Rennen von Le Mans 1962. Briggs Cunningham meldete zwei Fahrzeuge: die Startnummer 2, Fahrgestell 004, gefahren von Walt Hansgen und Bruce McLaren, sowie die Startnummer 3, Fahrgestell 006, in der William Kimberly und Dick Thompson am Steuer saßen. Als Partner von Dick Thompson war eigentlich Roy Salvadori vorgesehen. Der großgewachsene Engländer fühlte sich im engen Cockpit aber unwohl und tauschte mit Kimberly, der mit Cunningham im Jaguar E-Type gemeldet war, den Platz. Ein weiteres Fahrzeug hatte Johnny Simone für Maserati France gemeldet. Diesen Wagen, Startnummer 4 und Fahrgestell 002, pilotierten Maurice Trintignant und Lucien Bianchi. 1962 hatte der Automobile Club de l’Ouest mit einer neuen Klasseneinteilung für einige Verwirrung und Verwunderung bei den regelmäßigen Le-Mans-Startern gesorgt. In nicht weniger als 18 Klassen – einschließlich des Index of Performance und des Index of Efficiency – sollten Sieger gekürt werden. Die drei Maserati wurden in der Klasse für Experimentalfahrzeuge bis 4 Liter Hubraum gemeldet. Im Training gehörten die Maserati zu den schnellsten Fahrzeugen auf der Ligne Droite des Hunaudières. Dort wurden Spitzengeschwindigkeiten bis 320 km/h erzielt. Im Qualifikationstraining erreichten die Tipo 151 die Ränge drei (Dick Thompson), fünf (McLaren) und sieben (Bianchi). Im Rennen lag Dick Thompson lange im Spitzenfeld und übernahm nach knapp zwei Stunden Renndauer sogar die Führung, fiel aber nach 62 gefahrenen Runden durch einen Unfall aus. Er verlor in der Kurvenfolge „Esses“ die Kontrolle über den Wagen und prallte in eine Barriere. Der Wagen fing Feuer und brannte aus, wurde aber später wieder aufgebaut. Der Bianchi/Trintignant-Wagen hatte nach 152 Runden einen Aufhängungsschaden und die Fahrt von Walt Hansgen und Bruce McLaren stoppte in der 13. Rennstunde ein Ventilschaden. Somit waren alle drei Maserati knapp nach Halbzeit des Rennens ausgefallen. 
Seinen nächsten Einsatz hatte der Tipo 151 im September 1962 beim 500-Meilen-Rennen von Road America. Diesmal fuhren Walt Hansegen und Augie Pabst das Cunningham-Fahrgestell 004. Wieder gab es einen Ausfall; diesmal stoppte ein defektes Radlager die Bemühungen der US-Amerikaner. Cunningham setzte seine beiden Wagen im Herbst 1962 mehrmals erfolglos bei Sportwagenrennen in den USA ein. Die erste Zielankunft gab es beim 200-Meilen-Rennen von Riverside; Augie Papst belegte mit Fahrgestell 006 den siebten Rang in der Gesamtwertung; eine weitere Enttäuschung für das Team. Papst hatte im Ziel drei Runden Rückstand auf den Zerex Spezial von Roger Penske und wurde von weit leistungsschwächeren Rennwagen wie dem Cooper T61, dem Chaparral 1 und dem Maserati Tipo 61 hinter sich gelassen. Chuck Daigh, im Fahrgestell 004, wurde Elfter.

### 1963
Bei Cunningham endete die Tipo-151-Ära 1963 beim 250-Meilen-Rennen von Daytona, wo Fahrgestell 004, gefahren von Marvin Panch, nach einem Trainingsunfall in Flammen aufging. Fahrgestell 006 wurde an die US-amerikanische Rennmannschaft Team Meridian verkauft, deren Fahrer Skip Hudson 1963 mit dem dritten Rang bei einem nationalen Sportwagenrennen in Cotati die einzige Podiumsplatzierung dieses Rennwagens erreichte.
In Europa konzentrierte sich Maserati auf die Zusammenarbeit mit dem Franzosen Johnny Simone und lieferte den überarbeiteten Tipo 151 zum Einsatz beim 24-Stunden-Rennen von Le Mans dieses Jahres. Trotz erneut schneller Zeiten bei den Testfahren im April und im Training vor dem Rennen gab es wieder keine Zielankunft. André Simon, mit 43 Jahren ein sehr erfahrener Pilot, führte beim ersten Tankstopp. Lloyd Casner, der den Wagen übernahm, fiel jedoch nach 40 Runden durch Getriebeschaden aus. Der achte Rang von Lucien Bianchi bei der Trophée d’Auvergne war ein schwacher Trost für den erneuten Ausfall in Le Mans.

### 1964
1964 bestritten Trintignant und Simon erneut das 24-Stunden-Rennen in Le Mans und scheiterten diesmal durch einen Elektrikdefekt. Beim 12-Stunden-Rennen von Reims streikte die Zündung und das 1000-km-Rennen von Paris endete durch einen Unfall vorzeitig.

### 1965
Am 11. April 1965 endete das Projekt fatal. Bei den Testfahrten zum 24-Stunden-Rennen verunglückte der Rennfahrer und Camoradi-Racing-Teamchef Lloyd Casner in einem Tipo 154 tödlich. Auf der langen Geraden in Richtung Mulsanne verunfallte Casner bei fast 300 km/h. Die genaue Unfallursache konnte nie restlos geklärt werden. Darauf beendeten Johnny Simone und Maserati die weitere Entwicklung dieses Fahrzeugs.

## Technische Daten
| Kenngrößen                     | Maserati Tipo 151 |
| Motor                          | Viertakt-8-Zylinder-V-Motor (Frontmotor)                                                                                 |
| Kühlung                        | Wasser mit Zentrifugalpumpe und Kühler                                                                                   |
| Hubraum                        | 3944 cm³, 4941 cm³ (1963), 5046 cm³ (1965)                                                                               |
| Bohrung × Hub                  | 91 × 78,5 mm, 94 × 89 mm (1963), 95 × 89 mm (1965)                                                                       |
| Verdichtung                    | 9,7 : 1 bzw. 9 : 1 ab 1963                                                                                               |
| Vergaser                       | 4 Weber-Doppelvergaser, ab 1963 indirekte Lucas-Einspritzung                                                             |
| Leistung                       | 360 PS bei 7500/min, 430 PS (1963), 450 PS (1965)                                                                        |
| Kraftübertragung               | Mehrscheiben-Trockenkupplung, ab 1963 Zweischeiben-Trockenkupplung; 5-Gang-Getriebe plus Rückwärtsgang, Hinterradantrieb |
| Rahmen                         | Stahlrohrrahmen |
| Radaufhängung vorn und hinten: | Einzelradaufhängung vorne, De-Dion-Achse hinten                                                                          |
| Bremsen                        | hydraulisch betätigte Scheibenbremsen                                                                                    |
| Spurweite vorn/hinten          | 1250/1280 mm |
| Radstand                       | 2300 mm, ab 1964 2400 mm                                                                                                 |
| Reifengröße vorn/hinten        | 6.00–16/7.00–16 |
| Länge × Breite × Höhe          | |
| Leergewicht (ohne Fahrer)      | 895 kg, ab 1963 860 kg                                                                                                   |
| Höchstgeschwindigkeit          | ca. 320/330 km/h |